# Desmatodon marginatus
Desmatodon marginatus là một loài Rêu trong họ Pottiaceae. Loài này được (Bruch & Schimp.) Mitt. mô tả khoa học đầu tiên năm 1859.